# 사회 보장 번호

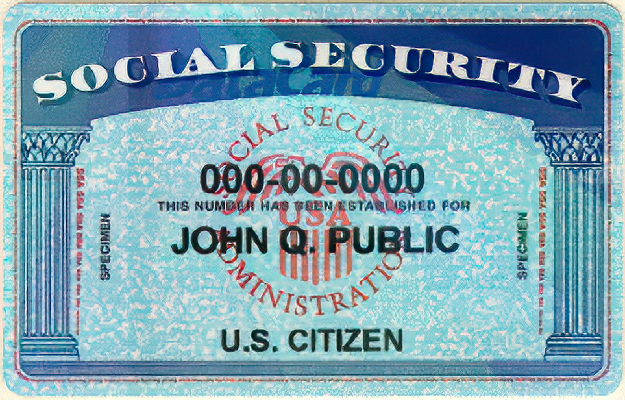
미국 내국인용 사회보장번호 증서 견본.

사회 보장 번호(社會保障番號, 영어: Social Security number, SSN 소셜 시큐러티 넘버[*])는 사실상 미국의 주민등록번호이다. 미국 사회보장법의 205(c)(2)법령을 근거로 미국 연방정부가 미국 시민권자, 미국 영주권자, 합법적 이민자 및 기타 합법적 거주자(장기 근무, 유학 등)에게 부여하는 9자리 숫자이다. 이 번호는 미국 연방 정부의 독립 부서인 미국 사회보장국이 개인에게 부여하고 증서를 발행한다. 과거 우편으로 세금을 내기 시작하던 시기에 세금 내역을 확인하기 위해서 우체국에서 부여하던 개인 식별 번호가 발전하여, 사회보장 제도와 연계되면서 현재는 확정된 미국의 주민 개인식별 번호이다. 신분 증명을 위한 번호로 활용되면서 납세를 증명하기 위해 현재는 사회보장번호가 있는 사람에게 미국 세무서에서 별도로 납세자 번호를 부여한다.
주된 목적은 개인이 정부의 과세에 납세를 했는지 확인하려는 의도였고, 이후 미국 연방정부가 사회 보장제도 등과 연계하면서 현재 사회보장번호(SSN)는 사실 상 미국의 주민등록번호가 되었다.

## 역사
최초의 미국 연방정부가 부여한 사회보장번호는 사회보장국이 뉴딜 사회안전 프로그램의 일환으로 1935년 11월 발급되었다. 이후 3개월 동안 2천5백만 개의 번호가 증서로 발급되었다.

## 활용

### 납세 식별번호로 사용
사회보장번호의 시작은 세금 관리를 위한 번호로 부여되었으며, 현재는 생년월일이 없는 형태의 미국 연방정부가 부여하는 개인식별번호로 사용된다. 소득이 있는 곳에 세금을 부과하므로 미국의 내국인이든 외국인이든 미국내 합법적 거주자로 합법적으로 세금을 내야 하거나, 소득이 있으면 부여되었다. 사회보장번호를 받지 못하는 사람에게는 현재는 개인 납세자 식별번호가 사회보장번호와 별도로 부여된다. 사회보장번호는 미국내에서 개인식별번호로서 활용되어서 합법적 신분을 증명하는 번호로 이용되기도 한다.

### 국민 식별 번호로 활용
과거에는 각 주 정부에서 부여하던 운전면허증 번호와 함께 양대 개인 식별번호로 사용되었다. 1990년대 이후로는 사회보장번호가 미국 전역에서 가장 중요한 개인 식별번호가 되었다. 1990년대가 되며 다양한 문제로 인해 운전면허번호의 활용이 축소되면서 각 주 정부는 운전면허증에 사회보장번호와 운전면허번호를 병기하거나 사회보장번호만 기재하였다. 이로 인해 사회보장번호는 미국 시민의 사실상 주민번호가 되었다.
1980년대 이후 미국 사회 구조의 변화로 인해 미국내 국민들의 이동이 늘어나면서 운전면허 소지자가 다른 주로 이주로 인한 새로운 운전면허 번호 발급이 각 주 정부에서 급증하게 되었다. 그로 인해 운전면허 번호를 신분 증명 번호로 확인하기 어려운 문제가 늘어나기 시작했다. 거주지를 다른 주로 옮길 경우에는 반드시 운전면허증을 해당 주 면허증으로 변경해야 하는 법규 때문이었다. 직장 업무로 인해 여러 주에 걸쳐 거주지를 이동하는 사람의 경우에는 불과 3년만에 10개가 넘는 다른 주의 운전면허 번호를 발급받는 경우도 발생했다. 이로 인해 신분을 확인하기 어려웠던 문제가 생겼다. 동시에 개인이 여러 개의 주 정부 발행 운전면허 번호를 소지하며 생기는 인적사항 오류 문제가 누적되었다. 
신분이 불명확한 외국인이나 불법 체류자에게도 운전면허증이 발급되면서 그들에게 신분증 역할을 하며 발생한 문제가 늘어났다. 이런 문제점으로 각 주 정부는 점차 1980년대말부터 운전면허증에 면허 번호 없이 사회보장번호만을 기재하거나, 사회보장번호와 면허 번호, 두 번호를 면허증에 병기하였다. 2001년 9.11 사태 이후로는 미국의 모든 주에서 사회보장번호가 있는 사람만이 정식 운전면허증을 취득할 수 있다.
미국 내에서는 운전면허증이 공식적인 신분증 역할을 하므로, 운전면허증이 없고 사회보장번호가 없는 미국내 거주자는 은행업무와 주택임대, 휴대전화 개통, 차량구입, 보험과 같은 할부 및 금융, 통신 등 각종 공공 서비스 이용에 제약을 받는다. 사회보장번호가 있으나 합당한 이유로 운전면허증을 취득할 수 없는 경우에는 운전면허증을 발급하는 지역 교통국 사무소에서 대한민국의 주민등록증에 해당하는 신분증을 발급해 준다. 이 신분증의 대상은 운전면허증을 취득하지 못하는 장애인이나 환자, 기타 예외적인 해당자이므로 운전면허증이 있는 경우에는 발급하지 않는다.

## 부여 대상자
사회보장번호 부여 대상자는 미국내 합법적 거주자로서 내외국인 전부를 포함한다. 미국 내국인 및 영주권 보유자 또는 대상자(합법적 이민자) 이외에 외국인으로 업무용 사증인 H-1, J-1을 발급받은 외국인에게 부여되며, 유학생용 사증인 F-1을 발급받은 유학생에게도 제한적으로 부여된다. 고등학교나 대학교 학부 유학생의 경우 학교내 시간제 업무를 하지 않으면 유학생에게 번호를 부여하지 않는 경우도 있다고 하나 고등학생이나 대학교 학부생일 경우이고, 대학원생은 거의 제한을 받지 않는다. 유학생에게 부여되는 사회보장번호 증서에는 미국내에서 제한적으로 취업가능하거나 취업불가능하다는 조건문항을 기재한다.
미국 내국인과 외국인에게 부여되는 번호에 대한민국과 같이 번호 구별은 없으나 증서에 기재된 조건문항으로 내국인과 외국인을 구별한다. 미국에 귀화할 경우 새로 발행하는 증서에서 조건문항이 없어지고 시민권자 항목이 있는 증서로 발행되며, 사회보장번호 도용 피해와 같은 특별한 경우가 아니면 번호 자체는 바뀌지 않는다. 미국으로 귀화하며 이름을 바꾸는 경우에는 외국인 신분으로 받았던 사회보장번호 증서를 대체하는 시민권자 신분의 증서에 변경된 이름으로 새로 발행되나 번호는 바뀌지 않는다.

## 사회보장번호 신청 방법: 외국인
미국 내국인이 아닌 외국인의 경우, 본인이 직접 해당 지역 사회보장국 사무소를 찾아가 신청해야 한다. 합법적인 거주 외국인일 때, 여권과 여권에 부착된 사증 또는 추가적 사증 서류, 근무 또는 재학 증명 서류 등을 가지고 사무소에 신청서와 함께 접수하며, 접수시에 담당 직원이 신청 사유과 같은 간단한 질의를 한다. 신청서에 작성한 알파벳 이름과 여권 번호, 사증, 체류 허가증 등을 근거로 사회보장번호 증서를 발행하며 이름을 기재하므로, 만약 이름 사이의 빈칸이나 오탈자가 있을 경우에는 본인의 책임이므로 추가적인 수정 과정을 신청해야 한다.
미국 내에서 외국인에게 발급하는 사회보장번호는 고용에 대한 조건에 따라 2 종류 조건으로 번호를 발급한다.
첫째는 허가된 취업이 가능한 번호이다. 장기 업무로 미국에 근무나 취업을 위해 입국한 합법적 장기 체류자나 대학 학부생으로 업무 장학금을 받는 유학생, 대학원 과정 이상으로 학교 업무와 연구실 실험 등으로 급여를 받아야 하는 유학생 등의 경우에 법적으로 허가된 취업이 가능(VALID FOR WORK ONLY WITH DHS AUTHORIZATION)한 조건문항이 기록된 번호증을 받는다. 비록 취업을 허가했다고 하나 근무지에 대한 조건 조항이 있는 허가로 미국 국민처럼 직장을 변경할 수 없다. 직장을 갑자기 변경할 경우 조건이 취소될 수 있으므로, 이직할 직장에서 미리 사증 관련 확인을 반드시 해야 한다.
둘째는 취업이 불가한 번호이다. 당연히 여행자 사증으로 미국에 입국한 경우에는 취득할 수 없다. 9.11 테러 사건 이후 취업이 허가되지 않은 외국인에게 사회보장번호 발급을 제한하였고, 현재는 합법적 장기 취업자나 합법적 이민자의 가족 대상 등에 제한적으로 발급한다. 과거에는 합법적 취업을 한 장기 체류자의 가족이나, 합법적으로 입국한 유학생(만 16세 이상으로 운전면허를 취득해야 하는 경우)과 그 가족이나 대학 학부생, 장학금만을 받기로 한 대학원 유학생, 기타 이유의 합법적 장기 체류자 등의 경우는 취업이 불가능(NOT VALID FOR EMPLOYMENT)한 조건문항이 기록된 번호증을 받았다. 과거에는 대학 이상 교육기관의 유학생인 경우, F-1사증을 받은 유학생은 미국내에서 주당 20시간이 넘는 취업이 금지되는 것으므로, 이 사회보장번호증에 두번째 조건문항이 있다고 해도 F-1 사증을 지닌 유학생은 주당 20시간 이하의 시급제 일이나 학교에서 제공하는 유급 업무를 할 수 있었다. 둘째 번호증의 조건문항은 첫째 문항으로 변경도 가능하다. 유학생의 경우, 졸업 한 이후 미국내 기업이나 조직에서 합법적으로 취업을 하거나, 근무나 실험을 조건으로 대학원에 입학하거나, 입학 이후 대학원에서 직무를 수행한다는 등의 합당한 이유를 증명하고 신청하면 첫째 조건으로 변경 가능하며, 변경 신청자는 바뀐 조건문항의 번호증을 추가로 받는다.
신청 이후 약 2주 이내에 신청서에 기재한 주소지로 번호 증서를 우편으로 발송하며, 레터지 크기의 문서의 절단선 안에 들어있는 번호증을 떼어내어 사용한다. 뜯어낸 사회보장번호증에는 반드시 신청서에 사용한 서명을 동일하게 적어넣어야 한다. 두 종류의 외국인용 사회보장번호는 취업 조건 문항이 다를 뿐 신분증명에는 차이가 없으므로 신분을 증명해야 하는 운전면허증 신청, 차량 구입, 은행계좌 개설, 신용카드 신청, 주택 임대, 전화 개통,  의료보험 및 각종 보험 가입 등에 제한 없이 기재할 수 있다.

## 활용 및 재발행
미국의 경우는 일반적으로 신분증은 운전면허증이고 전국민에게 발급하는 대한민국의 사진이 있는 주민등록증은 없다. 운전 면허증에 운전면허번호와 생일, 사회보장번호를 병기한다. 운전면허증을 취득하지 못하는 경우에 주민증과 비슷한 신분증을 발급하며, 한국 주민증과 달리 10년 내외의 유효기간이 있어 갱신해야 한다.
사회보장증 같은 것은 없고 사회보장번호(Number)가 존재한다. 초기 취득 혹은 정보 변경 등의 사유로 사회보장번호를 (재)신청하면 우편으로 수령하게 되는데, 이는 한국과 같은 신분증이 아니다. 그냥 종이로 되어 있는 조그마한 증서이고 3가지 정보가 포함되어 있다. 앞면에는 이름과 사회보장번호, 뒷면에는 발행일렬번호가 있다. 특이한 점은 사진 및 주소 등의 정보가 없이 간단한 디자인에 간단한 정보 뿐이고 뒷면에 발행일렬번호가 있기 때문에 위조가 쉬우므로 이 증을 함부로 외부에 노출(원본 제시 혹은 사본 복사) 하는 행위는 제한적이어야 하며 주의를 요한다. 이 번호는 한국의 주민등록번호와 유사한 성격이므로 한번 외우고, 크레딧 조사가 필요한 경우, IRS 세무신고시 등 꼭 필요한 경우 서류에 이 번호를 적으면 된다. 한국과 같이 신분증 대조를 위해 사회보장번호 증서 원본을 요구하는 일은 없다. 왜냐하면 신분증은 운전면허증이기 때문이다. 증서는 평생 10회, 1년에 3회까지 발행되어 총 9번의 추가 발행을 하나, 10회 이상 분실할 경우에는 사회보장국이 별도 조치를 수행한 이후에 발행 여부를 결정한다. 합법적인 성명의 변경이나, 영주권이나 시민권을 취득할 경우의 발행은 전체 발행 회수에 포함되지 않는다.

## 발행 지역별 번호
사회보장번호의 앞 3자리는 발행한 지역을 나타낸다. 사회보장번호로 생년월일은 알 수 없지만, 미국에서 태어난 경우는 일정 번호대의 발행한 시기를 확인할 수 있으므로 대략적 연령대를 가늠할 수 있으며, 발행한 지역 번호가 나타나므로 출신지를 알 수 있다. 앞 3자리를 공용으로 번호를 부여하던 인근 주들도 있었으나 2011년 이후 모든 미국의 주는 연방정부가 정한 발행 번호 기준으로만 사회보장번호를 부여하고 증서를 발급한다.
| 사회보장번호 앞자리 | 지역구분                                                   |
| ------------------- | ---------------------------------------------------------- |
| 001–003             | 뉴햄프셔주                                                 |
| 004–007             | 메인주                                                     |
| 008–009             | 버몬트주                                                   |
| 010–034             | 매사추세츠주                                               |
| 035–039             | 로드아일랜드주                                             |
| 040–049             | 코네티컷주                                                 |
| 050–134             | 뉴욕주                                                     |
| 135–158             | 뉴저지주                                                   |
| 159–211             | 펜실베이니아주                                             |
| 212–220             | 메릴랜드주                                                 |
| 221–222             | 델라웨어주                                                 |
| 223–231             | 버지니아주                                                 |
| 232–236             | 웨스트버지니아주                                           |
| 232                 | 노스캐롤라이나주                                           |
| 237–246             | 노스캐롤라이나주                                           |
| 247–251             | 사우스캐롤라이나주                                         |
| 252–260             | 조지아주                                                   |
| 261–267             | 플로리다주                                                 |
| 268–302             | 오하이오주                                                 |
| 303–317             | 인디애나주                                                 |
| 318–361             | 일리노이주                                                 |
| 362–386             | 미시건 주                                                  |
| 387–399             | 위스콘신주                                                 |
| 400–407             | 켄터키주                                                   |
| 408–415             | 테네시주                                                   |
| 416–424             | 앨러바마 주                                                |
| 425–428             | 미시시피주                                                 |
| 429–432             | 아칸소주                                                   |
| 433–439             | 루이지애나주                                               |
| 440–448             | 오클라호마주                                               |
| 449–467             | 텍사스주                                                   |
| 468–477             | 미네소타주                                                 |
| 478–485             | 아이오와 주                                                |
| 486–500             | 미주리주                                                   |
| 501–502             | 노스다코타주                                               |
| 503–504             | 사우스다코타주                                             |
| 505–508             | 네브라스카 주                                              |
| 509–515             | 캔사스 주                                                  |
| 516–517             | 몬태나주                                                   |
| 518–519             | 아이다호주                                                 |
| 520                 | 와이오밍주                                                 |
| 521–524             | 콜로라도주                                                 |
| 525,585             | 뉴멕시코주                                                 |
| 526–527             | 애리조나주                                                 |
| 528–529             | 유타주                                                     |
| 530,680             | 네바다주                                                   |
| 531–539             | 워싱턴주                                                   |
| 540–544             | 오리건주                                                   |
| 545–573             | 캘리포니아주                                               |
| 574                 | 알래스카주                                                 |
| 575–576             | 하와이주                                                   |
| 577–579             | 워싱턴 시                                                  |
| 580                 | 미국령 버진아일랜드                                        |
| 580–584             | 푸에르토리코                                               |
| 586                 | 태평양 군도 - 괌 - 미국령 사모아 - 필리핀 군도 - 북해 군도 |
| 587–665             | 캘리포니아주(캘리포니아 남부, 예정)                        |
| 667–679             | 발행 불가                                                  |
| 681–699             | 발행 불가                                                  |
| 700–728             | 철도 경계(1963년 이후 발행 종료)                           |
| 729–730             | 발행 초기에 사용                                           |
| 750–772             | 발행 불가                                                  |

## 번호 고갈 우려
인구가 3억명이 넘는 미국에서는 현재 생년월일이 없는 억 단위 표기인 9자리 사회보장번호가 곧 고갈된다고 예상하고 있다. 이미 캘리포니아주는 사회보장번호 부여가 한계에 다다르고 있다. 과거 부여한 사망자의 번호를 재활용하자는 의견도 있었으나 혼용시의 문제와 자료 분류 혼란이 일어날 수 있으므로 고려대상에서 제외되었다. 현재는 현행 9자리를 10자리 이상으로 변환하거나, 9자리를 유지하고 숫자 일부를 알파벳으로 바꾸는 방안을 논의 중이다.

## 같이 보기
- 국민식별번호
  - 주민등록번호(RRN)
- 납세자 식별번호